# Camperol (activitat)

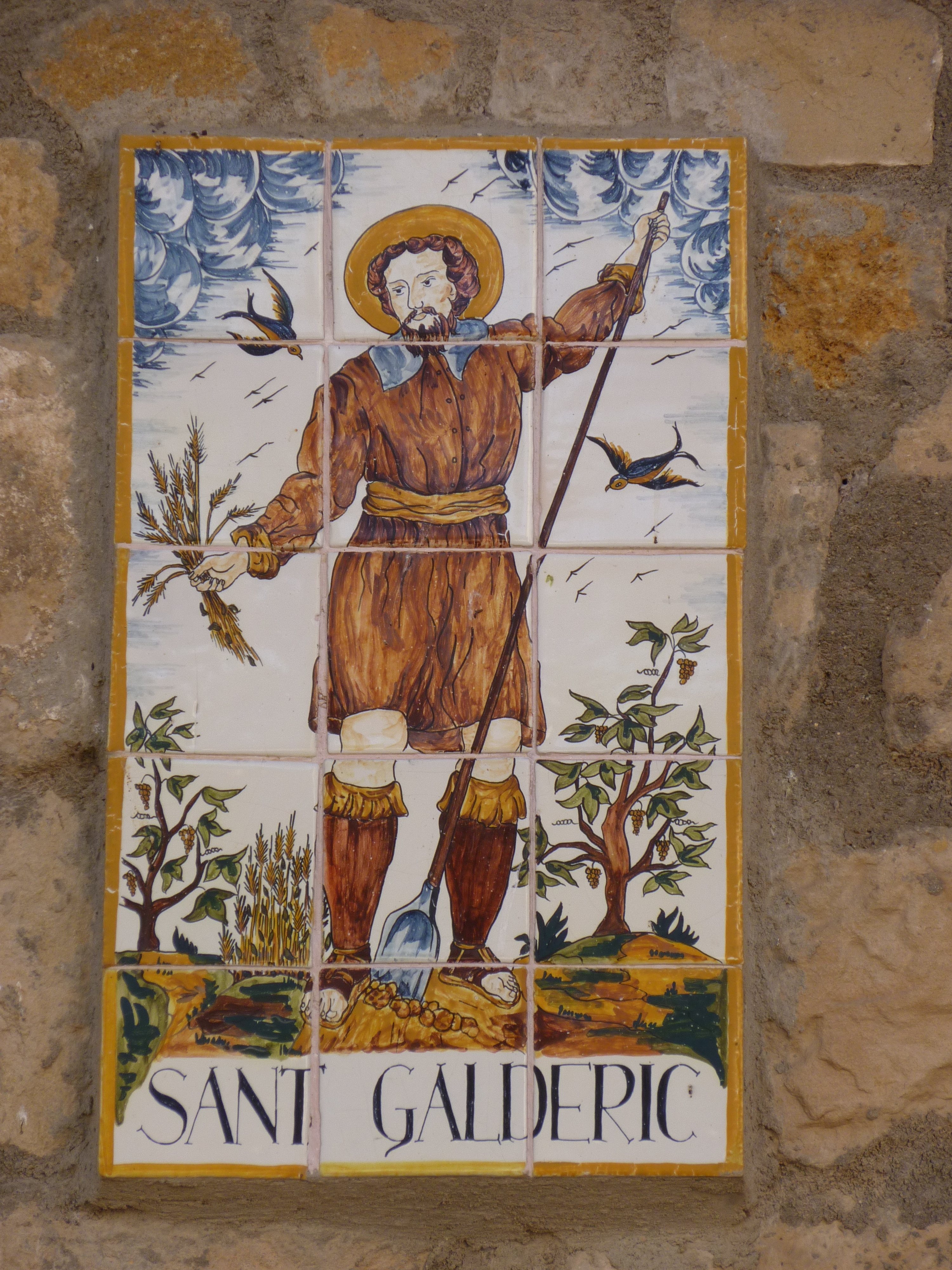
Sant Galderic, patró dels camperols.

Un camperol és un treballador agrícola o granger que sovint treballa per compte d'un altre. El significat de pagès considera, en general, activitats més independents.
Segons una definició moderna, un camperol viu al camp o es dedica a conrear-lo.
| «                                                    | Definició de camperols: titulars de drets. Un camperol és un home o una dona de la terra, que té una relació directa i especial amb la terra i la natura mitjançant la producció d'aliments i/o altres productes agrícoles. Els camperols treballen la terra ells mateixos, depenen sobretot del treball familiar i d'altres formes a petita escala per organitzar el treball. Els camperols estan tradicionalment integrats a les seves comunitats locals i cuiden els paisatges locals i els sistemes agroecològics. El terme camperol es pot aplicar a qualsevol persona que es dediqui a l'agricultura, ramaderia, ramaderia, artesania relacionada amb l'agricultura o ocupació relacionada en l'àmbit rural. Això inclou els indígenes que treballen a la terra. | » |
| — Declaration of Rights of Peasants ‐ Women and Men. | |   |

## Camperols al llarg dels temps

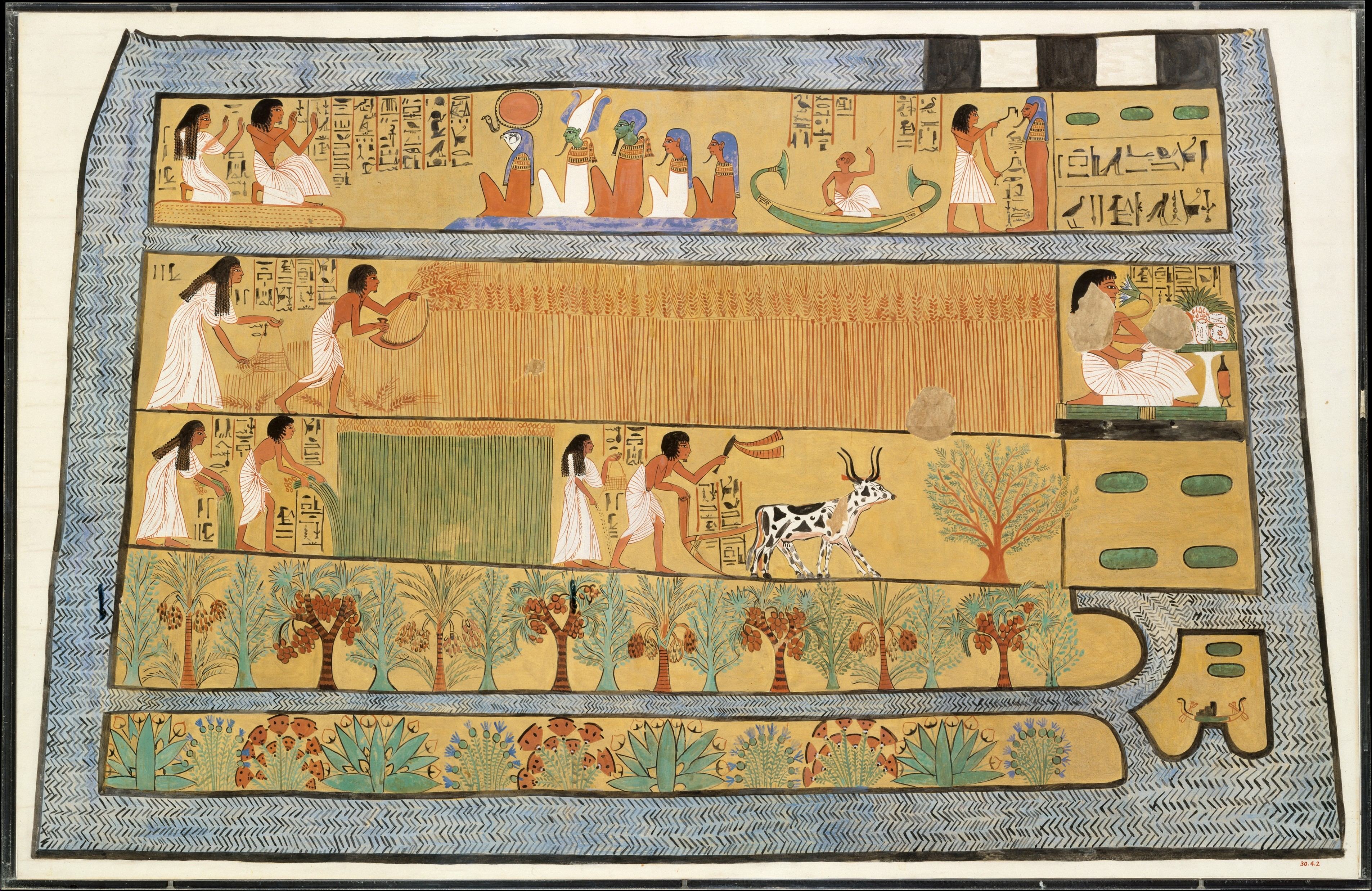
Pintura de la Tomba de Sennedjem representant feines agrícoles.

Els camperols han protagonitzat funcions diverses segons l’època i la situació geogràfica. També la seva denominació ha depès de la llengua considerada.

### Antiga Roma

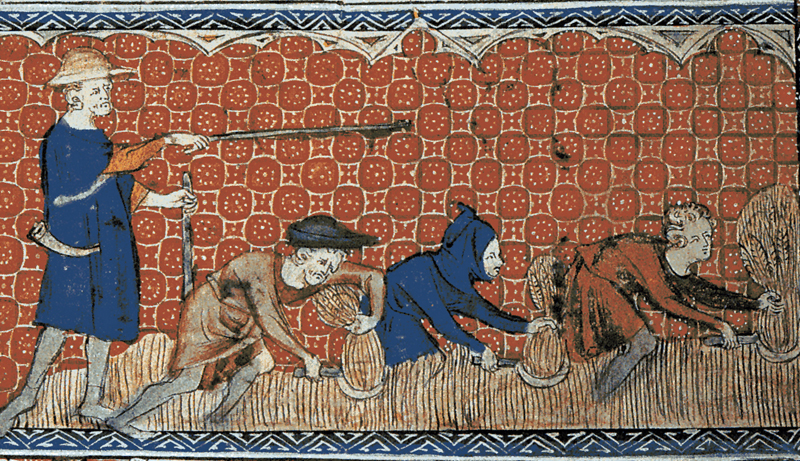
Segadors i encarregat.

Deixant de banda les lleis agràries (com la llei Sempronia agraria), una aproximació a l’estudi del tema pot basar-se en els tractats d’agricultura (Vegeu Història de l’agricultura; Tractats d’agricultura/Llista d’obres.).
- c 160 aC.  De agricultura (Sobre l'agricultura). Cató el Vell.[5][6] Cató només considera els camperols esclaus i sense gaires privilegis.[7]
- 37 aC. De Re Rustica Libri III. Marc Terenci Varró.[8] Varró parla dels treballadors del camp (esclaus o lliures) com a «genus vocale instrumenti».[9][10]
- c 40 dC. De Re Rustica.  Columel·la.[11][12] Columel·la parla de tres menes d'agricultors: els colons, els esclaus no encadenats i els esclaus encadenats. Els colons havien de pagar una renda.

| «                                        | De officijs patrisfamilias. CAP. VII. Is omnibus ita uel acceptis, uel compositis præci pua cura domini requiritur, cum in cæteris rebus, tum maxime in hominibus. Atque hi uel coloni, uel serui sunt soluti, aut uinti. Comiter agat cum colonis, facilemque se præbeat et auarius opus exigat, quam penfiones, quo niam et minus id offendit, & tamen in uniuersum magis prodeft.//CAPITULO VII. De los deberes del padre de familia. Arreglado todo de esta suerte , bien por el dueño , ó de bien por las personas de quien ha recibido la hacienda , su principal cuidado se ha de dirigir á las demas cosas , de que no hemos tratado , y sobre todo á los hombres. Estos son de dos maneras , colonos , ó esclavos ; y éstos sueltos , o con grillete. A los colonos los tratará con atencion , y se les mostrará afable ; será mas ejecutivo para obligarlos á labrar bien, que para cobrarles la renta; porque ésto es menos ofensivo, y en general nos es mas provechoso. | » |
| — Columella. De re rustica. Capítol VII. | |   |

### Isidor de Sevilla
A les Etimologies va recollir terminologia associada amb els camperols : servus, colonus, inquilinus, advena.

### Elsminoresoinferioresen el feudalisme català

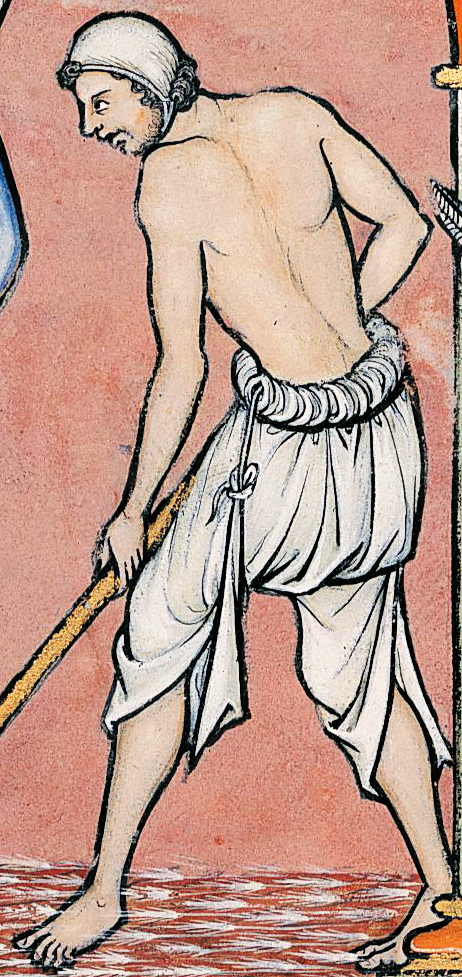
Un camperol en una bíblia del.

Els canvis experimentats al si de la noblesa van tenir també la seva expressió en el medi rural. A partir del 1060, la senyoria banal o jurisdiccional va limitar la independència de la pagesia lliure i alodial, amb els consegüents desequilibris i ruptures. Vers el 1100 el procés d'asserviment ja havia començat fins a imposar la servitud personal.
Les càrregues banals o jurisdiccionals, que van començar a aplicar-se en el marc dels castells o castellanies per l'aristocràcia laica, aviat es van estendre a l'interior de les senyories comtals i de l'Església, fins a institucionalitzar-se amb el nom d'usaticos o mals usos.
La conformació de la noblesa feudal i la pagesia servil va alterar l'equilibri de forces. Un cop establert un compromís entre llinatges, s'accelerà la senyorialització del camp català: apropiació de la terra pagesa i afebliment de la condició social de la pagesia aloera. La petita propietat va declinar, absorbida per la senyoria o gran propietat feudal, i els antics alous pagesos es van transformar en tinences.
En el marc dels castells, pagesos aloers i tinents, davant la indefensió que comportava el canvi d'orientació política i la degradació de la justícia, van caure de manera lenta però imparable sota l'opressió dels antics agents comtals, els veguers, convertits ara en senyors privats. En aquestes circumstàncies, molts pagesos, temorosos de la força dels guerrers, van preferir donar-los la terra (i amb aquesta el fruit del seu treball) a canvi de recuperar-ne l'usdefruit.

L'alou es transformà així en tinença. Al final del segle xi, la petita propietat era gairebé un record. Els pocs alous pagesos que quedaven havien perdut el seu caràcter de propietat plena i lliure, ja que els seus propietaris no podien prendre decisions sobre els seus propis béns sense el consentiment dels senyors banals o jurisdiccionals. L'emergència de la tinença, doncs, cèl·lula productiva bàsica de la senyoria, va anar estretament lligada a l'afebliment de la pagesia. El senyor del castell va esdevenir cap incontrolat de la comunitat pagesa, fet que va comportar la degradació social i econòmica del camp.

### Illes Britàniques
A l’època feudal, els camperols podien ser propietaris de la terra o del dret a conrear («to hold title to land outright»; «fee simple»). O estar sotmesos a altres contractes: «socage», «quit-rent», «leasehold» i «copyhold».

## Sant Galderic
Sant Galderic és considerat el patró del pagesos catalans.